# Hồng Hà, Hà Nội
Hồng Hà là một phường thuộc thành phố Hà Nội, Việt Nam. Phường được hình thành trên cơ sở sáp nhập nguyên trạng các phường Chương Dương, Phúc Tân cũ của quận Hoàn Kiếm và phường Phúc Xá quận Ba Đình, một phần diện tích tự nhiên, quy mô dân số của 6 phường thuộc quận Tây Hồ, 2 phường thuộc quận Long Biên, một phần của phường Bạch Đằng thuộc quận Hai Bà Trưng. Vị trí phường bao trọn tuyến đê và phần sông Hồng chảy qua nội thành Hà Nội. 
Đây là phường nội đô rộng nhất Thành phố Hà Nội sau sắp xếp.

## Lịch sử hình thành
Vào ngày 14 tháng 2 năm 2025, Kết luận số 126–KL/TW của Bộ Chính trị Trung ương Đảng Cộng sản Việt Nam đã yêu cầu nghiên cứu loại bỏ cấp hành chính trung gian là cấp huyện và sáp nhập một số đơn vị hành chính cấp tỉnh bao gồm phương án sắp xếp các xã. Tháng 4 năm 2025, Hội nghị lần thứ 11 Ban Chấp hành Trung ương Đảng đã thống nhất tinh gọn số xã theo hướng giảm từ 60% đến 70%. Đề án sắp xếp cấp xã của thành phố Hà Nội được khởi thảo với số xã giảm còn 126, trong đó, nghiên cứu phương án đơn vị hành chính cơ sở Hồng Hà trên cơ sở sáp nhập toàn bộ hoặc một phần diện tích tự nhiên và dân số từ nhiều phường khu vực ngoài đê sông Hồng thuộc địa bàn 5 quận gồm Tây Hồ, Ba Đình, Hoàn Kiếm, Long Biên, Hai Bà Trưng.
Ngày 16 tháng 6 năm 2025, Ủy ban Thường vụ Quốc hội Việt Nam ban hành Nghị quyết số 1656, theo đó sắp xếp toàn bộ diện tích tự nhiên, quy mô dân số của các phường Chương Dương, Phúc Tân, Phúc Xá, một phần diện tích tự nhiên, quy mô dân số của các phường Nhật Tân, Phú Thượng, Quảng An, Thanh Lương, Tứ Liên, Yên Phụ, một phần diện tích tự nhiên của phường Bồ Đề và phường Ngọc Thụy, một phần của phường Bạch Đằng trở thành một phường mới lấy tên là phường Hồng Hà.
Theo Ủy ban nhân dân thành phố Hà Nội, việc lấy tên phường mới là Hồng Hà, có căn nguyên từ tên gọi Hồng Hà chính là sông Hồng gắn liền với lịch sử hình thành và phát triển của thủ đô Hà Nội, sông được xem là "con hào" thiên nhiên phòng thủ cho thành phố này qua nhiều thời kỳ.

## Hành chính và địa lý
Theo đề án sắp xếp đơn vị hành chính cấp xã của Hà Nội, có diện tích tự nhiên: 16,61 km² và có quy mô dân số là 126.062 người. Về vị trí địa lý, phường Hồng Hà giáp với các phường, xã Vĩnh Thanh, Bồ Đề, Long Biên đi theo sông Hồng, ranh giới với phường Vĩnh Tuy, Hai Bà Trưng, Cửa Nam, Hoàn Kiếm, Ba Đình, Tây Hồ đi theo đường đê Nguyễn Khoái – Trần Quang Khải – Trần Nhật Duật – Yên Phụ – Nghi Tàm. Trụ sở Đảng ủy Phường đặt tại số 362 phố Âu Cơ, trong khi trụ sở Ủy ban nhân dân Phường đặt tại số 30 phố Tứ Liên. Trụ sở của Mặt trận Tổ quốc và các tổ chức chính trị – xã hội phường Hồng Hà đặt tại khu vực Đầm Trấu.
Phường Hồng Hà sau sáp nhập trở thành phường nội đô rộng nhất Hà Nội. Phường trải dài từ cầu Nhật Tân đến cầu Vĩnh Tuy, chạy dọc đê sông Hồng. Ngoài ra, sau sắp xếp phường cũng dự kiến trở thành phường đông dân nhất Hà Nội.
Có những ý kiến cho rằng, do nằm ở vị trí ngoài đê sông Hồng, sau khi sáp nhập, phường Hồng Hà có thể xem là khu vực có khí hậu mát mẻ nhất khu vực nội đô Hà Nội. Theo lãnh đạo thành phố Hà Nội, việc hình thành phường Hồng Hà đóng vai trò trọng điểm, đặc thù gắn với trục sông Hồng, biểu tượng phát triển của thành phố này trong Kỷ nguyên vươn mình.

## Địa chỉ trụ sở các cơ quan
- Trụ sở Đảng ủy phường: Số 362, đường Âu Cơ, phường Hồng Hà (Địa chỉ cũ: Số 362, đường Âu Cơ, phường Nhật Tân, quận Tây Hồ)
- Trụ sở UBND phường: Số 30, phố Tứ Liên, phường Hồng Hà (Địa chỉ cũ: Số 30, phố Tứ Liên, phường Tứ Liên, quận Tây Hồ)